# Мочарник повстистий
{{#ifeq:0|0|{{#if:Philonotis tomentella|{{#if:|[[]}}|[[]]}}}}
Мочарник повстистий (Philonotis tomentella) — вид мохів порядку Bartramiales.

## Поширення
Батьківщиною є Європа, Північна Америка, Азія.

## Характеристика

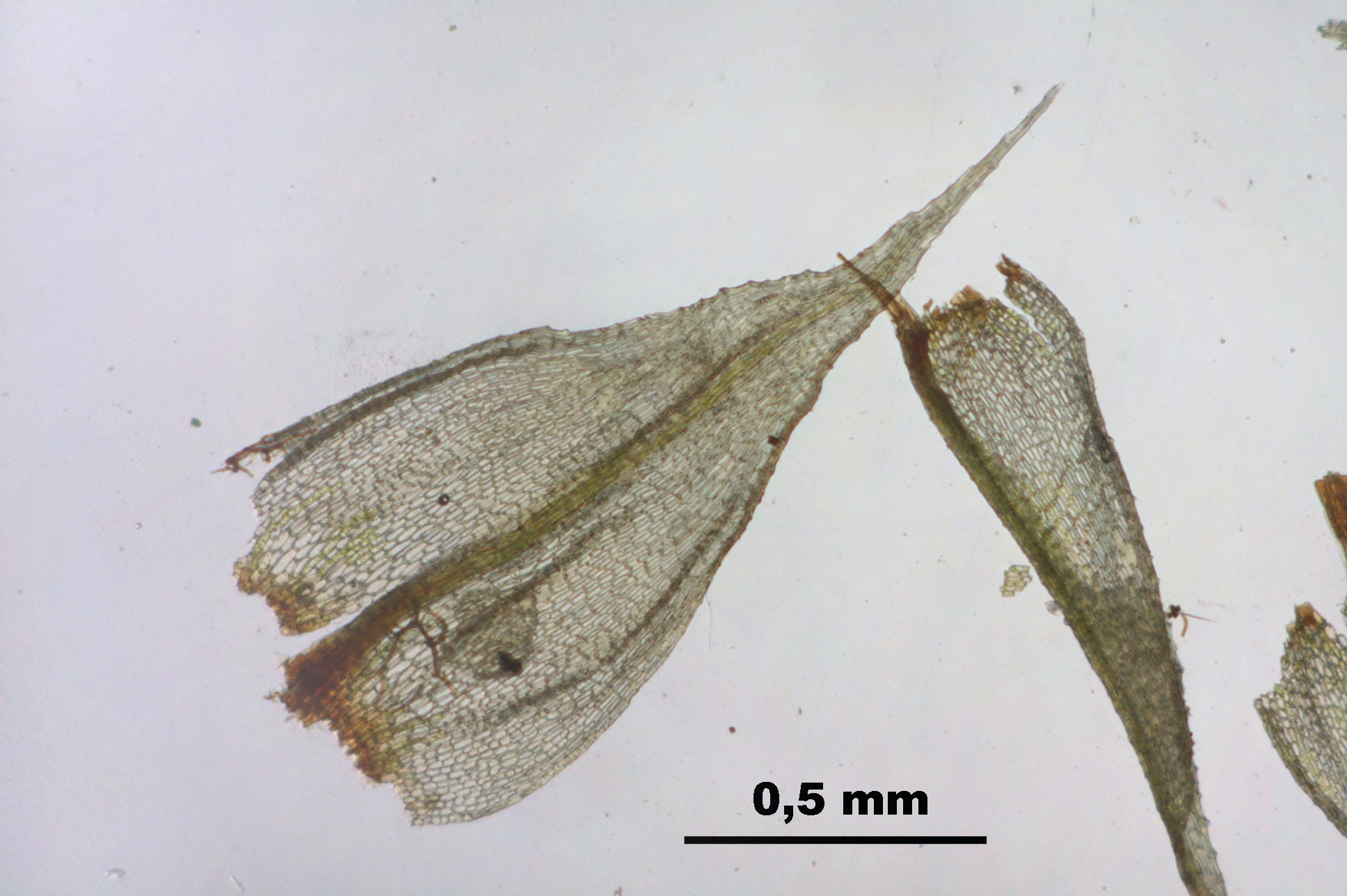